# Ceintuur Theater
Het Ceintuur Theater was een bioscoop in de Amsterdamse wijk de Pijp, aan de Ceintuurbaan, nabij de Ferdinand Bolstraat. De bioscoop bestond van 1921 tot 1976 en had als bijnaam 't Stinkertje' omdat naar zeggen de bezoekers minder 'chic' zouden zijn dan de bezoekers van de andere theaters in de stad. In werkelijkheid kwam deze naam over van de in de nabijheid gelegen, maar gesloten Ceintuur Bioscoop.

## Geschiedenis

### Ceintuur Bioscoop
In 1912 en 1913 werd in opdracht van Henri Drukker door architect Pieter Antonie Johan Scheelbeek een bioscooptheater aan de Ceintuurbaan gebouwd op de hoek met de Ferdinand Bolstraat. Drukker bemoeide zich intensief met het ontwerp maar desondanks ging de bioscoop met 165 stoelen in 1921 alweer dicht. Voornaamste reden van de sluiting was dat de zaal geen enkele ventilatiemogelijkheid bezat en daarom de bijnaam "‘t Stinkertje" had gekregen. Geheel ten onrechte ging deze bijnaam later over naar het nieuwe Ceintuur Theater.

### Ceintuur Theater
Nog voor de sluiting was het initiatief voor de bouw van een nieuw theater naast de Ceintuur Bioscoop al genomen door J.J.Otter van de N.V. Vereenigde Bioscopen. Het door de architecten Gerrit van Arkel en Willem Noorlander ontworpen nieuw gebouwde theater met 500 stoelen werd geopend op 2 april 1921. De betonnen gevel had een fraaie en consequent doorgevoerde art-deco-versiering met verspringende gevelonderdelen waaronder kokervormige lamppartijen en torenachtige elementen. De naam van de bioscoop werd ook in art-deco siersmeedwerk op de gevel aangebracht. Links en rechts van de ingang bevonden zich smeedijzeren lampen met de woorden "Ceintuur" en "Theater". Bijzonder was ook het gebruik van gewapend beton. Hierdoor was niet alleen de bijzondere detaillering van de façade mogelijk, maar ook het balkon in de bioscoopzaal hoefde niet ondersteund te worden door zuilen, die het zicht zouden kunnen belemmeren. De aankondiging van de films kon buiten op een groot vlak in het midden van de gevel worden getoond.
In 1926 werd het theater overgenomen door Gerardus van Royen, die meerdere bioscopen in Amsterdam exploiteerde met de REMA N.V. In 1949 werd het theater ingrijpend verbouwd. Tot 1968 bleef het familiebezit van de familie van Royen. Toen werd het overgenomen door het City Theater N.V. Eind 1976 werd het theater gesloten.
Daarna heeft het theater jarenlang leeggestaan. Het pand bestaat nog steeds en was daarna tot 2012 in gebruik als keukenwinkel. Met enige moeite kon men de naam nog op de voorgevel zien in de vorm van twee metalen ornamenten, maar verder was de gevel onherkenbaar veranderd en wit met een geel/blauw naambord van de firma. Bij de renovatie na het vertrek van de keukenwinkel werd bedongen dat zoveel mogelijk van de oorspronkelijke elementen terugkeren, onder meer het hoge plafond dat door de keukenwinkel werd verlaagd. In november 2014 werd een brasserie in het vernieuwde Ceintuur Theater gevestigd. 